# Fuchsstadt
Fuchsstadt är en kommun och ort i Landkreis Bad Kissingen i Regierungsbezirk Unterfranken i förbundslandet Bayern i Tyskland.
Kommunen ingår i kommunalförbundet Elfershausen tillsammans med köpingen Elfershausen.